# Gimeux
Gimeux är en kommun i departementet Charente i regionen Nouvelle-Aquitaine i västra Frankrike. Kommunen ligger  i kantonen Cognac-Sud som ligger i arrondissementet Cognac. År 2022 hade Gimeux 727 invånare.

## Befolkningsutveckling
Antalet invånare i kommunen Gimeux
Referens:INSEE